# Silent Hill: Downpour
Silent Hill: Downpour é um jogo eletrônico do gênero survival horror. É o oitavo lançamento da série Silent Hill e foi desenvolvido pelo estúdio tcheco Vatra Games e publicado pela Konami Digital Entertainment para o PlayStation 3 e Xbox 360 com lançamento no dia 13 de Março de 2012.
Shinji Hirano, presidente da Konami Digital Entertainment disse em uma nota de imprensa que "em honra à rica história e ao legado de Silent Hill, estamos trabalhando muito para criar um jogo de horror da nova geração que os fãs realmente desejam (...)".
O jogo recebeu em sua maioria críticas mistas e ligeiramente negativas. A jogabilidade, visuais e simbolismos foram bem recebidas, porém a história, sistema de escolhas e gráficos foram criticados.

## Jogabilidade
Segundo a Konami, a câmera predominará em terceira pessoa. Silent Hill: Downpour, assim como outros jogos da série, contará com os quebra-cabeças e a história imersa na mente dos personagens que levou a marca à fama, e terá uma "experiência profunda de horror psicológico" com várias missões secundárias dependendo das decisões e do comportamento do jogador. O jogador pode carregar apenas uma arma de cada vez e essas armas podem quebrar. O jogo terá também uma seleção da dificuldade dos quebra-cabeças. Lugares clássicos dos jogos de Silent Hill anteriores como o hospital e a escola não aparecerão neste, e a água será um elemento importante na história, com chuvas torrenciais durante o jogo.

## História
O personagem principal é Murphy Pendleton, um prisioneiro que foi transferido para outro presidio, se vê perdido em Silent Hill após o ônibus que o transporta acaba caindo de um barranco e vira. Ele se vê em uma situação complicada, quando algumas pessoas agem normalmente, enquanto uma série de monstros tenta mata-lo. Enquanto isso, Murphy conhece o famoso DJ Rickys que fica escondido em uma transmissora de rádio. Murphy tem visões de quando supostamente matou o policial Frank Coleridge na prisão por ordem do policial corrupto George Sewell. Ao mesmo tempo ele é perseguido por um homem alto misterioso chamado de Bicho Papão que tem uma chave no pescoço escrita Liberdade. Que quando sua mascara é tirada aparece quem merece ter a liberdade, Murphy teve problemas porque quando ele retirou a máscara mostrava uma imagem dele e depois do policial que ele matou. Logo ele achou a chave de um barco para sair da horrível cidade. O problema é que Anne Cunningham, filha de Frank Coleridge que culpa Murphy pela morte de seu pai, disse que eles tinham que terminar o que começaram, porque a cidade mostrou coisas a ela. Segundos depois Murphy se vê na prisão de Silent Hill, só que quando consegue uma chance, um monstro de cadeira de rodas o leva para dentro de seu sub consciente, e quando finalmente o derrota ele se vê como o Bicho Papão preste a matar Anne, e então de acordo com seu progresso, Murphy terá finais diferentes.

## Finais
- Final A - Forgiveness: Caso o jogador não matar Anne e tiver karma positivo.Anne percebe que não foi Murphy que matou seu pai e o perdoa, então Anne deixa com que Murphy fuja para recomeçar sua vida
- Final B - Truth and Justice: Caso o jogador não matar Anne e tiver karma negativo, este é igual ao final Forgiveness com exceção que este tem uma cena extra onde mostra Anne entrando no escritório de Sewell com uma arma prestes a mata-lo
- Final C - Full Circle: Caso o jogador matar Anne e tiver karma positivo, haverá uma cena mostrando Murphy assassinando Frank e acordando de volta na sua cela na penitenciária Overlook
- Final D - Execution: Caso o jogador matar Anne e tiver karma negativo, Murphy irá acordar na sua câmera de execução onde está prestes a receber uma injeção letal
- Final E - Suprise!: Em uma segunda jogatina, caso o jogador fizer uma missão secundária chamada "Digging Up the Past" onde o jogador tem que coletar diversos itens que são de jogos anteriores da série. Nesse final, Murphy é mostrado fugindo de sua cela cavando um buraco onde ele encontra uma festa de aniversário surpresa para ele com personagens tanto desse jogo quanto de outros jogos da série como James Sunderland de Silent Hill 2 e Heather Mason de Silent Hill 3 e o Pyramid Head que corta o bolo junto com a mesa
- Final F - Reversal: Caso o jogador deixar que Anne mate Murphy no final do jogo, Anne irá acordar na cela de Murphy na penitenciaria Overlook, ela é acordada por um policial que revela-se ser Murphy, dessa vez os papéis de Murphy e Anne foram invertidos, Anne é a presa enquanto Murphy é o policial.

## Desenvolvimento
Em abril de 2010 a Konami apresentou o primeiro trailer do projeto que hoje é o Silent Hill: Downpour em uma conferência de imprensa em São Francisco e confirmou que o jogo está a ser desenvolvido pelo estúdio tcheco Vatra Games. Afirmações da Vatra levaram à especulação de que o jogo seria um FPS, uma mudança drástica no formato original da série.

### Trilha sonora
Foi confirmado que o veterano compositor de Silent Hill, Akira Yamaoka, não fará a trilha para este jogo. Daniel Licht, compositor da série de TV Dexter, irá substituí-lo como compositor da trilha sonora de Silent Hill: Downpour. Em 22 de junho de 2010, Mary Elizabeth McGlynn postou na sua página do Facebook: "Até onde eu sei, eu não estarei em Silent Hill 8", porém "eu estou fazendo algo novo com Akira".

## Recepção
No site de pontuações agregadas Metacritic, Silent Hill: Downpour mantém uma pontuação de 64/100 para PlayStation 3 e de 73% para Xbox 360.
O site IGN atribui uma nota "Mau" a Downpur (4.5/10). A GameSpot deu uma pontuação de 7.5/10. A GamesRadar deu 7/10 referindo como pontos fortes "alguns bons sustos, história inteligente e mais envolvente do que se esperava e surprendentemente engraçado de explorar" e como pontos fracos "o combate irritantemente deficiente, a quantidade enorme de puzzles e apenas cinco tipos de monstros sem me darem muito medo." A GameInformer atribui 7/10 dizendo que Downpour é "nevoeiro com possibilidades de mediocridade".